# Telica
Telica (del náhuatl: Tlilikan ‘Lugar negruzco o negro’) es un municipio del departamento de León en la República de Nicaragua, en la cordillera de los Maribios o Marrabios. La población se encuentra exactamente a 10 kilómetros de León y a poco más de 100 kilómetros de la capital de Managua. La localidad fue fundada el 11 de mayo de 1871.

## Toponimia
Etimológicamente su nombre se deriva del término náhuatl "Tlilikan", que significa "lugar negruzco o negro", que procede del idioma mexicano antiguo, de las palabras "Tlilli" "contil negro" y el adverbio de lugar "ikan" "detrás de". 
Como muestra del origen náhuatl de sus primeros pobladores, se han encontrado cerámica y metates (piedras de moler) en  sitios próximos al casco urbano.

## Geografía
El municipio de Telica tiene una extensión de 393.7 km², está ubicada entre las coordenadas 12° 31′ 14″ de latitud norte y 51° 34′ 36″ de longitud oeste, a una altitud de 131 m s. n. m., sus límites son al norte con los municipios de Chinandega y Villanueva, al sur con el municipio de León, al este con el municipio de Larreynaga y al oeste con los municipios de Posoltega y Quezalguaque.
El municipio está ubicado a ambos lados de la Cordillera de los Marrabios, y dentro de los límites del municipio hay tres volcanes: Telica (1061 m.), Santa Clara (844 m.) y Rota (688 m.).

## Historia
Telica junto con Posolteguillla, Quezalguaque e Imabite formaba parte del cacicazgo de Sutiaba al cual todos rendían tributo.
Las primeras referencias históricas que registran la existencia de Telica datan de mediados del siglo XVI. Según acta levantada en la ciudad de San Salvador el 23 de diciembre de 1548, los magistrados de la Audiencia de los Confines exigían al escribano español Luis de Guevara, representante del Rey: 
"que los moradores de Telica cumplieran con el tributo anual correspondiente a fanegas de maíz, algodón. Mantas y sementeras."
Mediante Cédula Real librada el 27 de diciembre de 1704 por el virrey María Bolaños en la Ciudad de Guatemala, fue integrado a la "Cofradía del Señor de los Milagros" junto con Guatemala y El Salvador.
Su templo parroquial lo reseño en el año 1751 Monseñor Pedro Agustín Morel de Santa Cruz, Obispo de Nicaragua y Costa Rica, y de su paso por el pueblo él describe:
"un Templo sencillo de un canon o nave central rodeada de dos corredores laterales, sus paredes de adobe y su techo de tejas de barro, así como sus losetas en el piso, también ladrillo de barro."
El 11 de mayo de 1871 le fue otorgado el título de ciudad durante la administración del presidente Vicente Cuadra.

## Demografía
Telica tiene una población actual de 26,339 habitantes. De la población total, el 50.4% son hombres y el 49.6% son mujeres. Casi el 38% de la población vive en la zona urbana.

## Atractivos
- Hervideros de San Jacinto

San Jacinto es un pequeño pueblo al nordeste de Telica. Detrás del pueblo hay hoyos de barro caliente, conectados al volcán Telica y al extinto volcán Santa Clara. Los hervideros son una falla geológica con intensa actividad geotermal, que puede ser apreciada directamente sobre la superficie del suelo. El campo no es grande, pero es interesante así como es caliente caminar para ver los diferentes hoyos que varían en tamaño y color. El barro algunas veces arroja pequeñas piedritas y siempre sale vapor por los hoyos. 
Bastantes niños de la localidad se ofrecen como baquianos a los paseantes. Esto es una buena idea porque hay partes donde el suelo es inestable y no hay ninguna señal que indique por dónde es seguro caminar.
- Volcán Telica

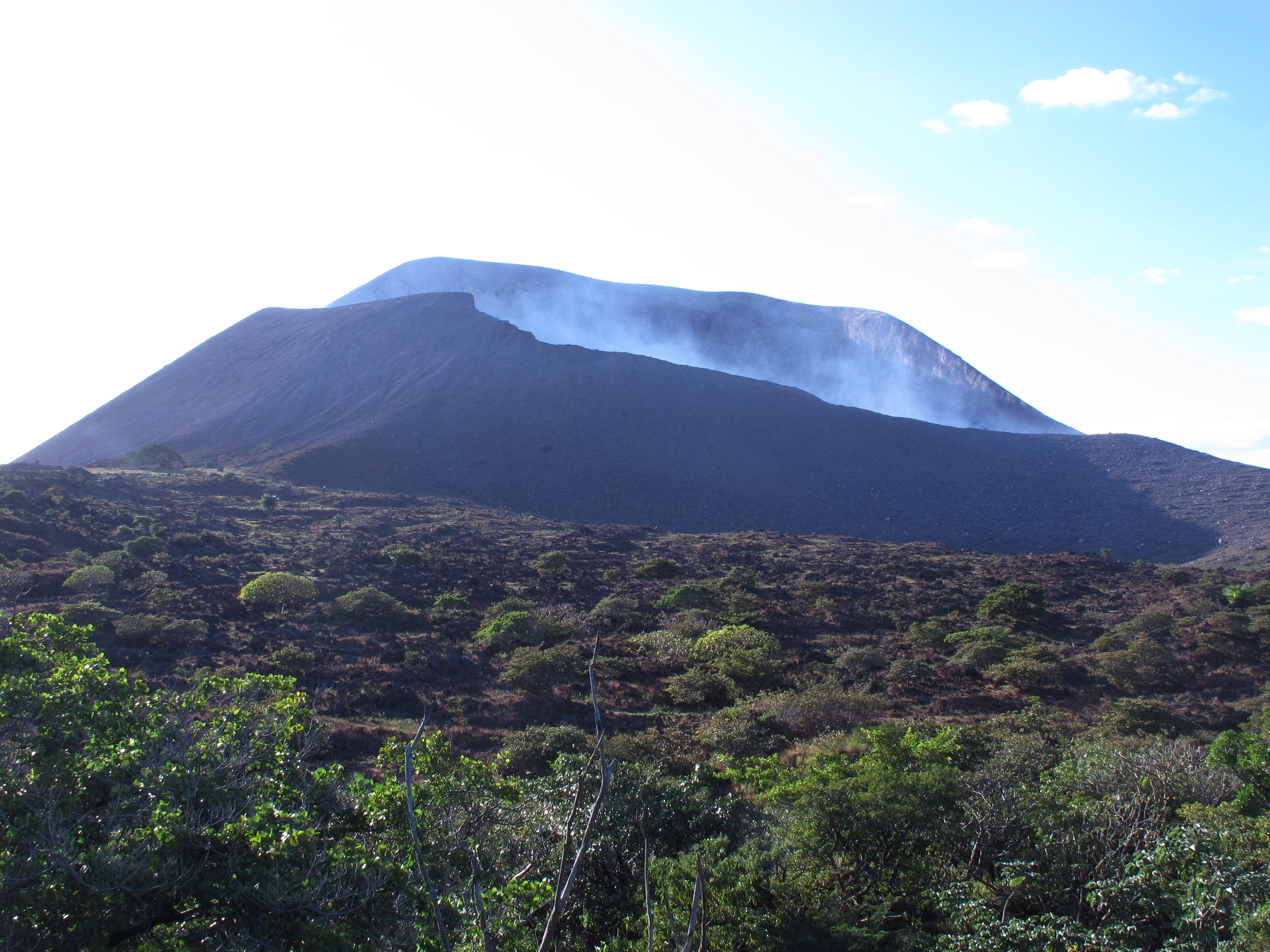
Vista del el cráter.

El volcán Telica es un volcán activo a 30 kilómetros de León. La última erupción violenta fue en 1948, pero desde entonces el volcán solo expulsa humo y ruge. Tiene una altura de un poco más de un kilómetro (1061 metros) y grandes cráteres de 120 metros de profundidad y 700 de diámetro. 
El Telica es uno de los volcanes más activos de Nicaragua; presenta erupciones de forma intermitente desde la conquista española, con emisión de gases y ceniza volcánica. En 2015 registró bastante actividad con erupciones de magnitud en mayo y septiembre arrojando rocas a un radio de unos 2 km del cráter. El complejo volcánico del Telica consiste de varios conos y cráteres alineados en dirección Noroeste. En el siglo dieciséis se reportaron erupciones del volcán Santa Clara, un cono simétrico en el extremo suroeste del complejo volcánico. Los flancos erosionados de este volcán ahora están cubiertos por vegetación, en contraste con el Telica que se mantiene sin vegetación en sus partes altas. El cono muy inclinado del volcán Telica es cortado por un cráter de 700 m de diámetro y 120 m de profundidad, fuente de las erupciones recientes.

## Personajes ilustres
- Miguel Larreynaga (n. 1772) jurisconsulto y humanista, considerado prócer de la Independencia de Centroamérica. Representó a Nicaragua ante Las Cortes. Es honrado como persona ejemplar de la historia y cultura de Nicaragua.

- Francisco Parajón Montealegre militar y político que alcanzó el grado de General de brigada y fue uno de los jefes del bando liberal en la Guerra Constitucionalista de Nicaragua (1926-1927).

- Gladys Chévez maestra de generaciones, por décadas ejerció la noble labor del magisterio entre la niñez y juventud del municipio.